# Corn Island Airport
Corn Island Airport är en nicaraguansk flygplats på Big Corn Island i Karibiska havet. Flygplatsen har reguljär trafik till Bluefields och Managua.

## Bilder
|  |  |